# لالان سفلي
لالان سفلي هي قرية في مقاطعة خدا أفرين، إيران. عدد سكان هذه القرية هو 47 في سنة 2006.